# Ophiothela mirabilis
Ophiure-bracelet, Ophiure à six bras jaunes
Espèce
Synonymes
- Ophiothela caerulea H.L. Clark, 1915
- Ophiothela coerulea H.L. Clark, 1915
- Ophiothela danae Verrill, 1869
- Ophiothela dividua von Martens, 1879
- Ophiothela hadra H.L. Clark, 1915
- Ophiothela involuta Koehler, 1898
- Ophiothela isidicola Lütken, 1872
- Ophiothela verrilli Duncan, 1879
- Ophiothrix danae (Koehler, 1898)

Ophiothela mirabilis, l’Ophiure-bracelet ou Ophiure à six bras jaunes, est une espèce d'ophiures (animaux marins ressemblant à des étoiles de mer souples) de la famille des Ophiotrichidae.

## Description

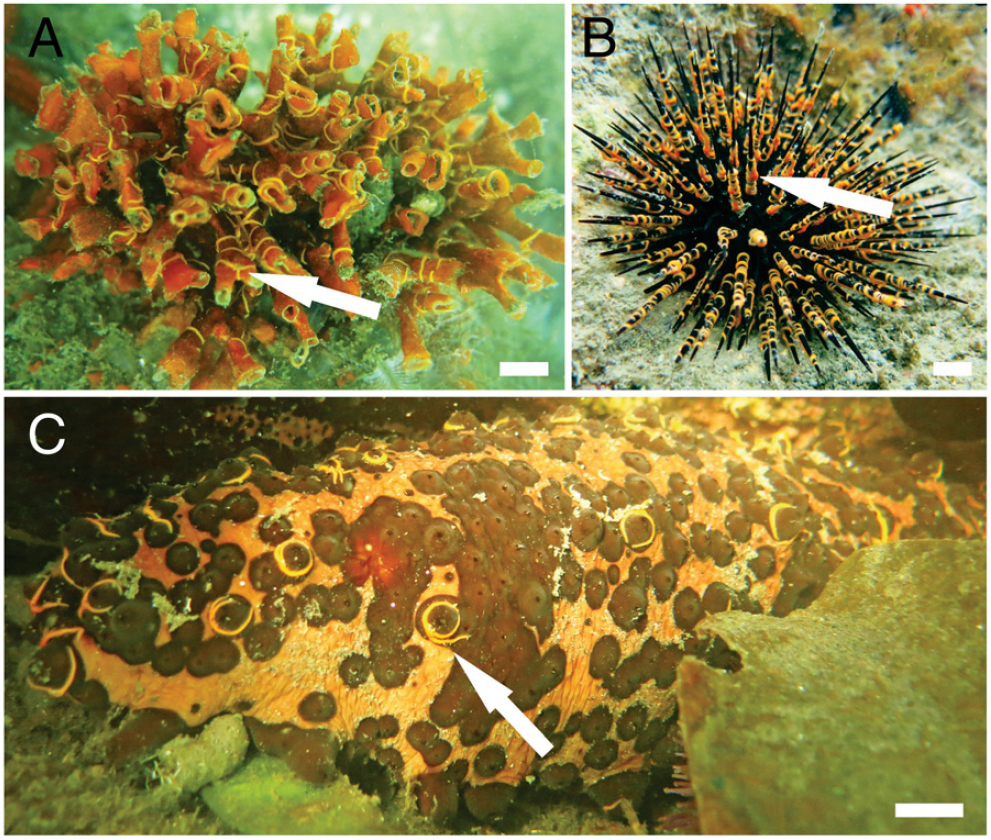
Ces ophiures ont souvent un mode de vie symbiotique.

C'est une toute petite ophiure, qui mesure rarement plus de 10 mm, bras compris. Elle possède en général six bras, toutefois du fait de son mode de reproduction par division, sa forme est souvent très irrégulière (une moitié plus développée que l'autre, seulement trois ou quatre bras, ou à l'inverse sept ou huit…). 
Sa coloration est extrêmement variable et a longtemps fait croire à un complexe de plusieurs espèces : elle peut ainsi être orange unie ou blanche bariolée de couleurs vives (notamment de jaune et de bleu) avec les bras annelés. 
Pour les scientifiques, les critères d'identification sont les suivants : 
- une articulation transspondylique ;
- huit boutons lisses sur la surface dorsale des vertèbres ;
- des vertèbres avec une carénation distale bifide correspondant aux deux grandes rainures dorsales proximales ;
- une ouverture sur les deux côtés de la plaque orale du côté proximal.

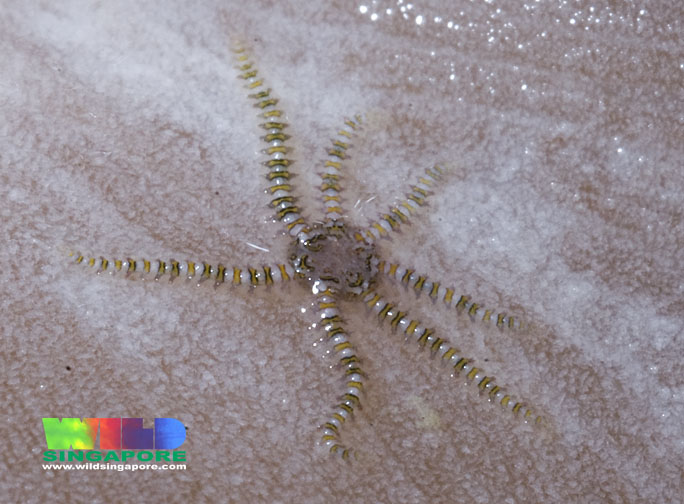
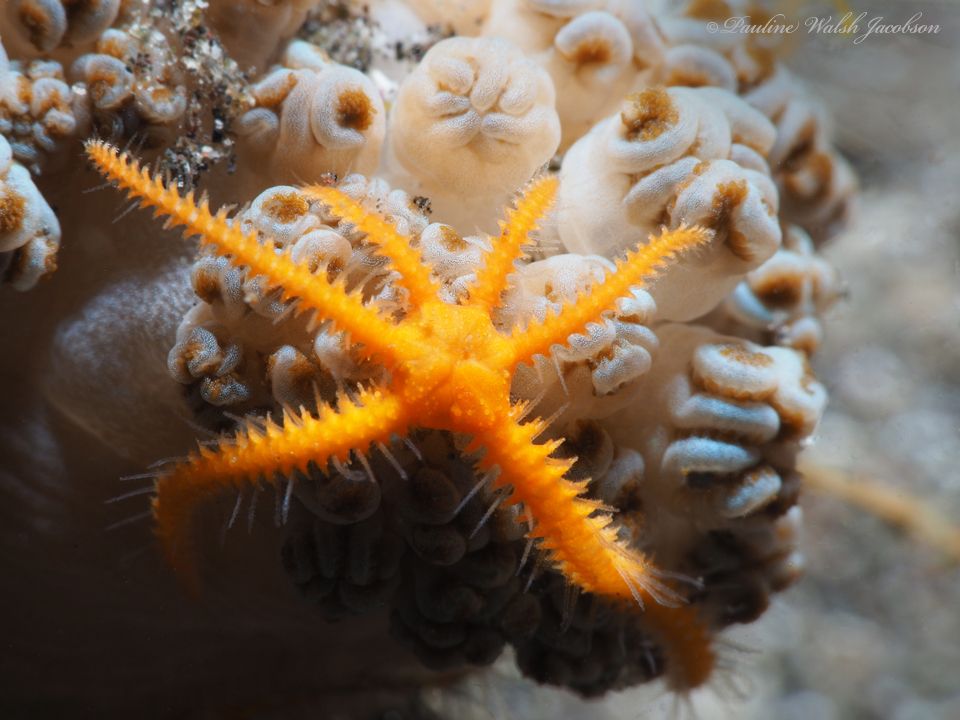
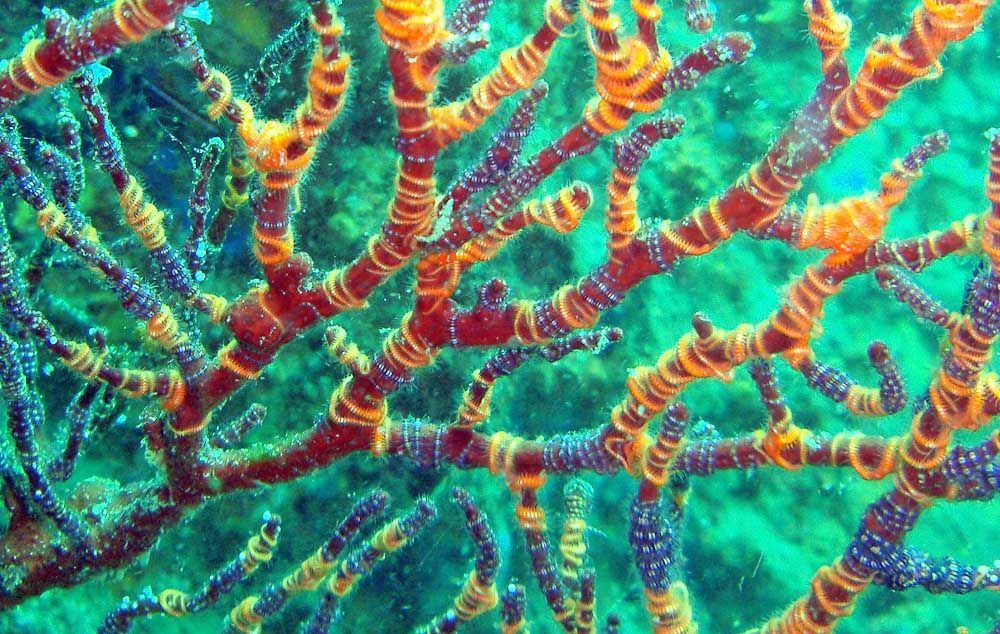
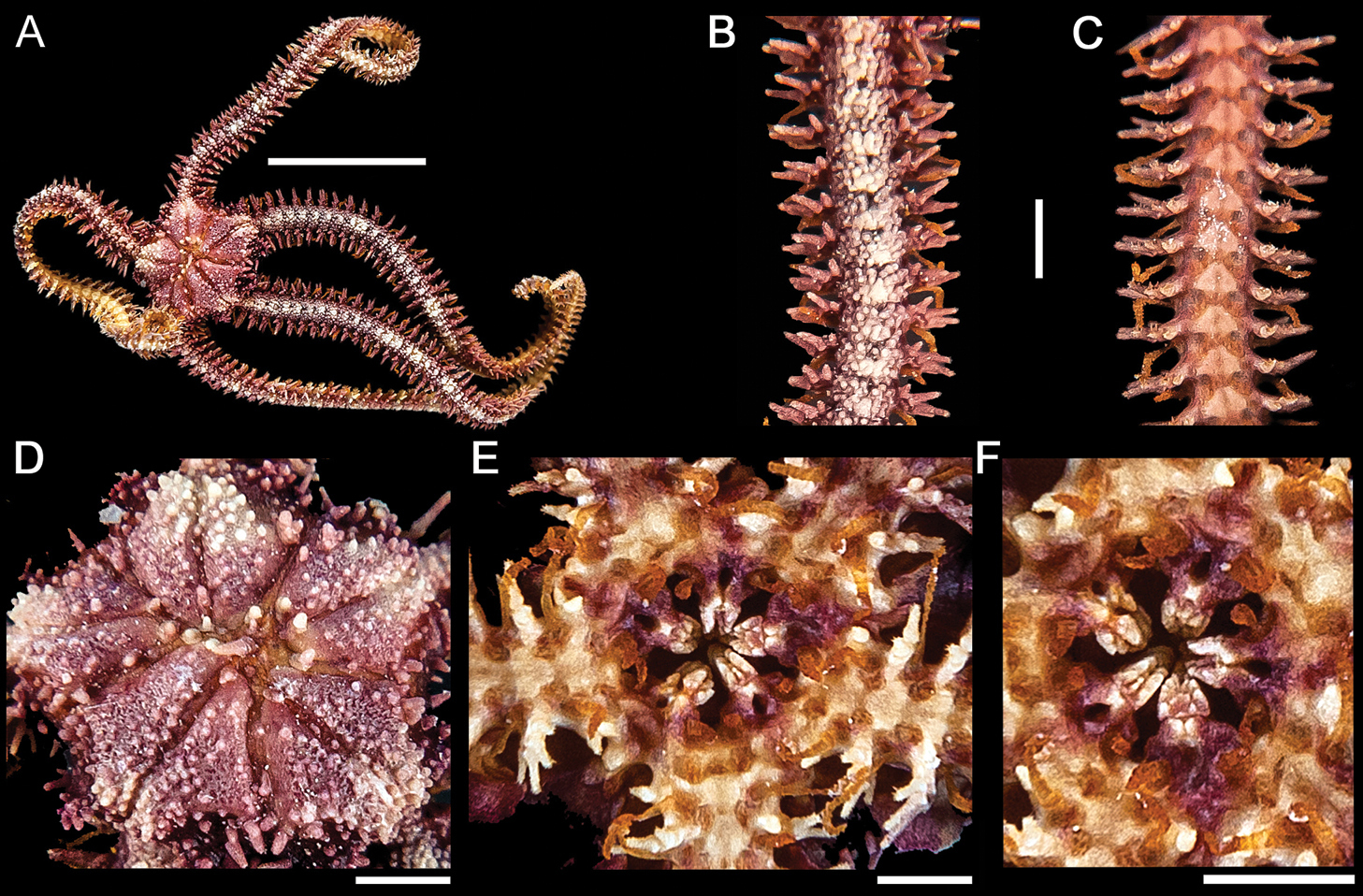
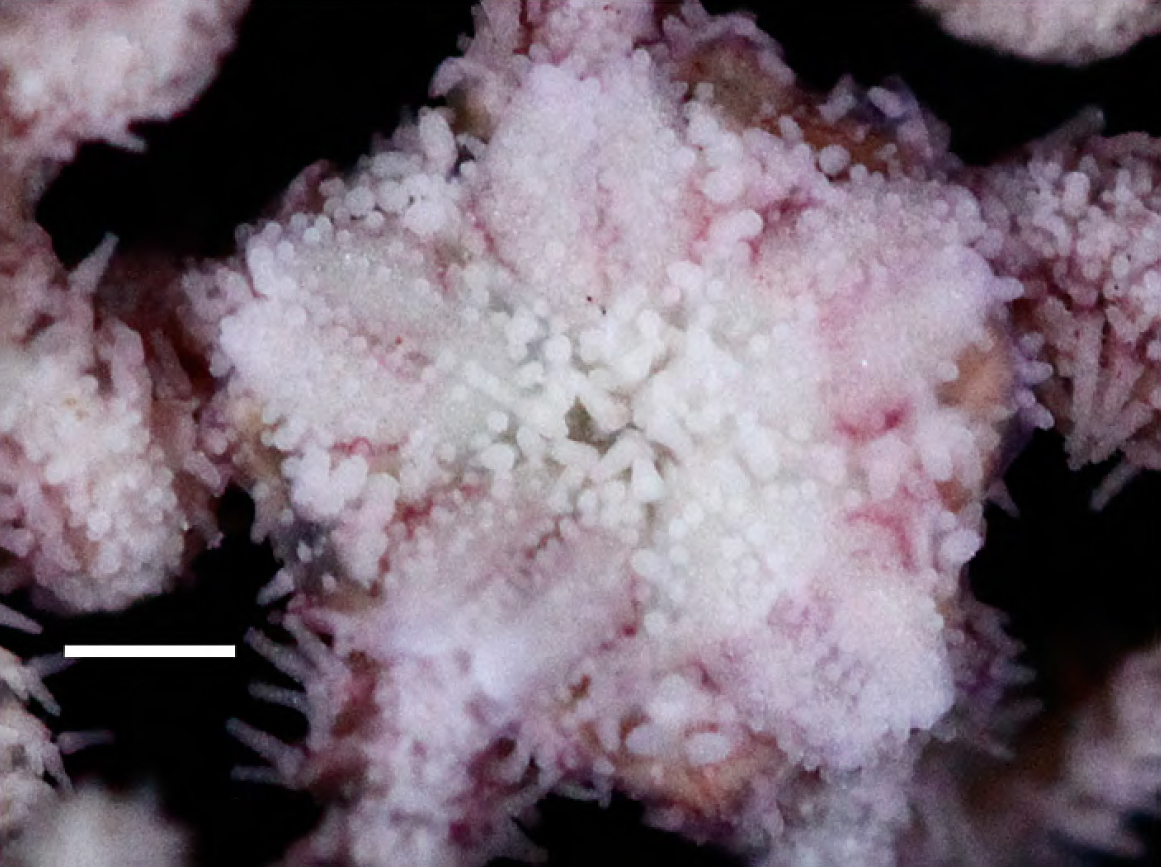
Vue dorsale du disque central.
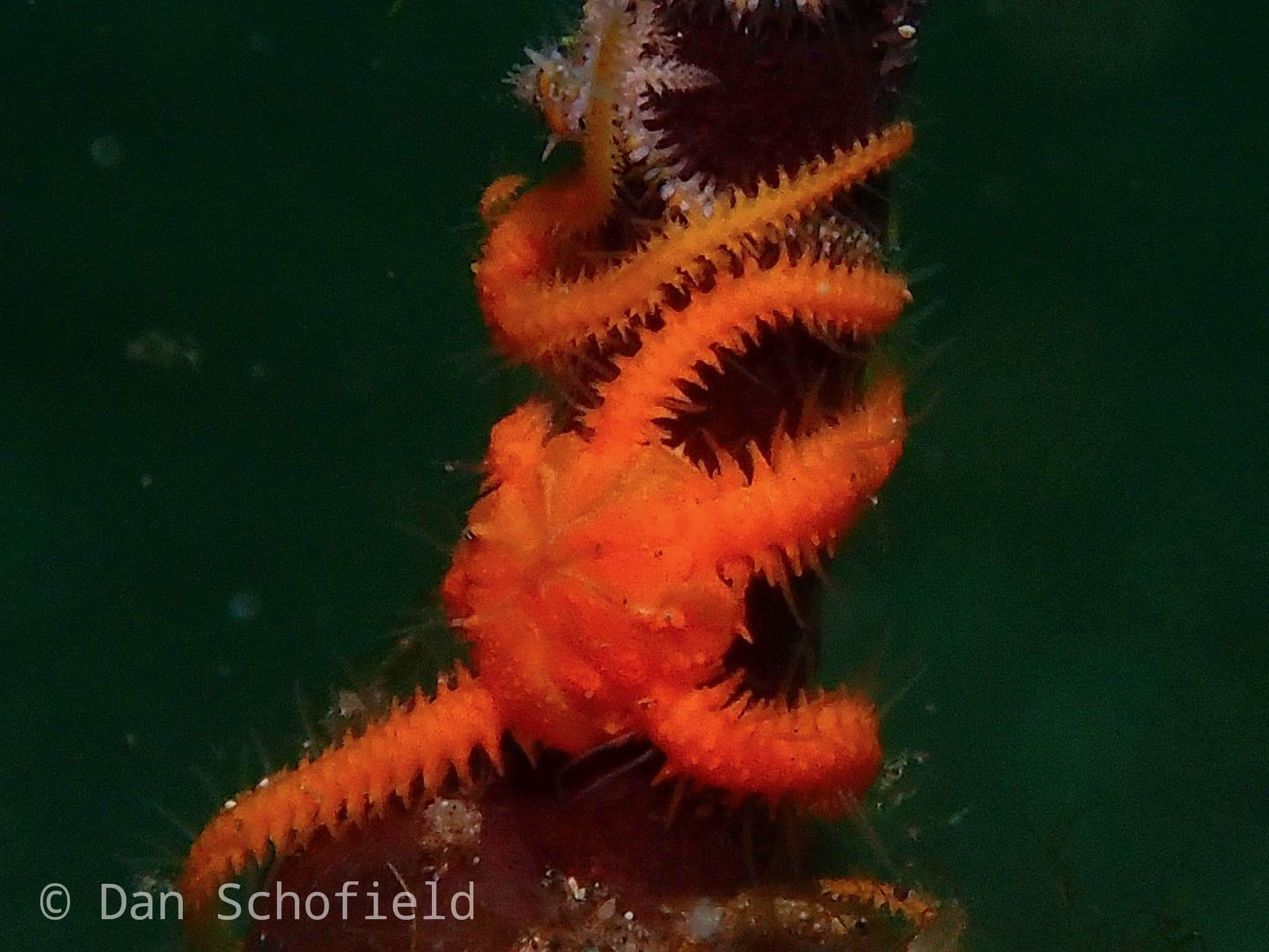
Spécimen préservé.

L'espèce Ophiothela danae Verrill, 1869 a été placée en synonymie avec Ophiothela mirabilis en 2020.

## Répartition
Cette espèce se retrouve dans les écosystèmes tropicaux de l'Indo-Pacifique, où elle vit enroulée, parfois par centaines, sur des animaux plus gros (éponges, échinodermes, gorgones, coraux…). 
Récemment, elle a fait son apparition aux Caraïbes, où elle semble devenir invasive. Elle y a sans doute été transportée par des navires de commerce.